# يوهان يورغن هولست
يوهان يورغن هولست ((بالنرويجية: Johan Jørgen Holst)‏؛ 29 نوفمبر 1937 - 13 يناير 1994) هو سياسي نرويجي مثل يمثل حزب العمال النرويجي، اشتهر بمشاركته في إتفاقيات أوسلو.

## سيرة ذاتية
تلقى هولست تعليمه في مدرسة أوسلو الكاتدرائية التي أنهى دراسته فيها عام 1956، ثم أكمل خدمته العسكرية الإلزامية في برنامج اللغة الروسية المرموق للقوات المسلحة النرويجية. ثم درس في كلية كولومبيا بجامعة كولومبيا، حيث حصل على بكالريوس الآداب وتم تكريمه فيها بها بجائزة جاي جون للإنجاز المتميز بعد فترة وجيزة من وفاته وهي المرة الأولى التي تمنح الجائزة لشخص بعد وفاته. شغل هولست منصب وزير الدفاع بين عامي 1987 و1989 وأيضًا بين 1991 وأبريل 1993 ثم أصبح وزيرًا للخارجية، وهو المنصب الذي شغله حتى وفاته. خلال الفترة التي قضاها في وزارة الشؤون الخارجية، شارك بشدة في العملية التي أدت إلى اتفاقات أوسلو. أصيب بسكتة دماغية بسيطة في ديسمبر 1993 وتم نقله إلى المستشفى، لكنه لم يتعافى تمامًا وتُوفي بعد شهر. قالت زوجته ماريان هايبرغ في وقت لاحق إنه عمل حتى موته في عملية السلام.
أنشأت بلدية غزة حديقة هولست للأطفال من 6 إلى 16، كما قامت مجموعة أصدقاء إسرائيل في الحركة العمالية النرويجية (بالنرويجية: Venner av Israel i Norsk Arbeiderbevegelse‏) بزرع غابة في إسرائيل إحياءًا لذكراه.

## وصلات خارجية
- يوهان يورغن هولست على موقع مونزينجر (الألمانية)

الدفاع المدني في عصر جديد، دراسة قصيرة كتبها هولست